# Co-Dependent’s Day
«Co-Dependent’s Day» (с англ. — «День Созависимости») — пятнадцатый эпизод пятнадцатого сезона «Симпсонов». Его первый эфир состоялся 21 марта 2004 года.

## Сюжет
Гомер, Барт и Лиза увидели новый фильм Космические войны, Сборище Теней, и фильм оказывается хуже, чем они ожидали. Дома Мардж предлагает Барту и Лизе написать письмо создателю Космических войн Рэндаллу Кертису. Две недели спустя они получают ответ от Кертиса, который полностью игнорирует критику, отправив им открытку с Джим-Джемом в подарок. Это заставляет Симпсонов поехать в Калифорнию, где Гомер и Мардж идут на винный завод, а Барт и Лиза пошли на Ранчо Космических Войн.
Барт и Лиза собираются посетить Кертиса и сказать ему, что его Космические войны сбились с пути. Ему не нравится то, что они говорят, пока Лиза не указывает, что без более совершенных технологий не существует способа, чтобы сделать историю лучше. Кертис соглашается, и он решает вернуться к своим первоистокам.
Барт и Лиза вернулись к Гомеру и Мардж, которые пили бесплатное вино. Вернувшись в Спрингфилд, Гомер и Мардж пришли в Таверну Мо, где начали пить больше вина. Мо открывает бутылку Chateau Latour 1886 года, явно не подозревая о его стоимости. Гомер и Мардж продолжают сильно пить в течение нескольких дней, пока Мардж не страдает особенно болезненным похмельем. Она говорит Гомеру, что они не должны больше пить спиртное, и он соглашается. К сожалению, когда они идут на Oktoberfest с участием группы Brave Combo, победителей Грэмми, Мардж, которая пытается продержаться ночь без спиртного, сдается и напивается, так же, как и Гомер. Он пытается отвезти их домой, но в пьяном угаре переворачивает машину.
Для того чтобы избежать ареста, Гомер делает вид, что это Мардж (которая была более пьяна, чем Гомер) вела машину. Она арестована, но он выручает её. Позже Барни предполагает, что Мардж должна лечиться в реабилитационной клинике в течение месяца, и когда Мардж уехала, Гомер позволяет Фландерсу заботиться о детях. Когда он видит её в клинике, он признается в содеянном обмане, но Мардж злится и напивается снова. Позже другие реабилитационные пациенты помогают ей понять, что она любит Гомера больше, чем выпивку, прощает его и возвращается домой.